# Nassella meyeniana
Nassella meyeniana är en gräsart som först beskrevs av Carl Bernhard von Trinius och Franz Josef Ivanovich Ruprecht, och fick sitt nu gällande namn av Parodi. Nassella meyeniana ingår i släktet nassellor, och familjen gräs. Inga underarter finns listade i Catalogue of Life.